# Костел Святого Йосифа та монастир лазаристів (Ізяслав)
Костел Святого Йосифа та монастир лазаристів (пол. Kościół św. Józefa Oblubieńca i klasztor oo. Misjonarzy) — комплекс колишнього монастиря католицького товариства лазаристів і костелу Святого Йосифа, що знаходиться по вул. Шевченка, 10 (колишній Старокостянтинівській) в Ізяславі. Це одна з найцікавіших пам'яток пізнього бароко на Волині. Костел є єдиною нині діючою католицькою культовою спорудою в місті, що використовується парафією Святого Йосифа. В секуляризованій будівлі монастиря розташовані: Ізяславська дитяча школа мистецтв, Районний трудовий архів, редакція газети «Зоря Надгориння».

## Історія

### 1746—1775

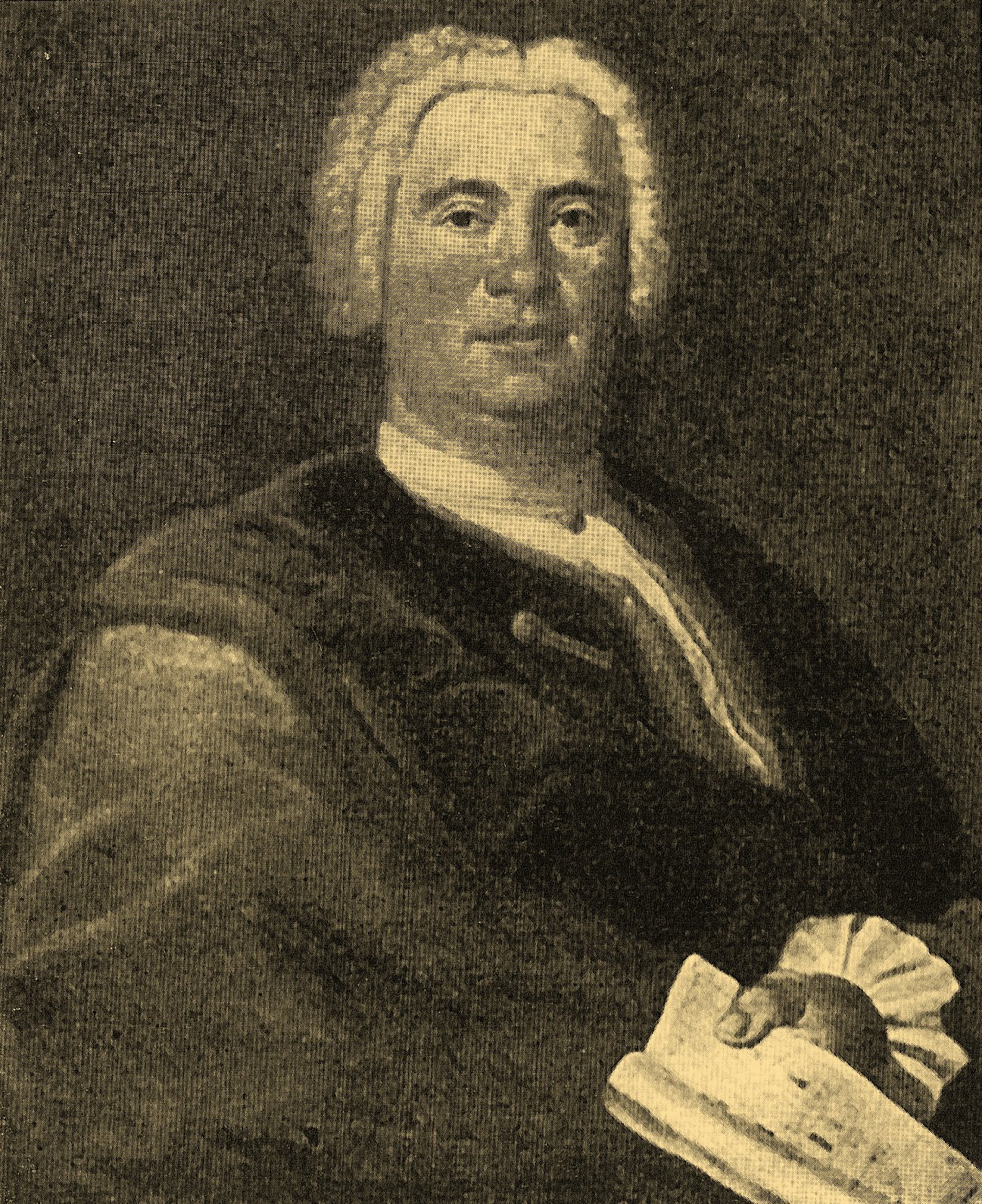
Джузеппе Фульчі. Архітектор Паоло Фонтана. 1743 рік

Ідея побудови монастиря католицького товариства лазаристів у маршалка ВКЛ Павла Карла Санґушка зародилася ще в 1726 році. Проте з якихось причин фундаційний документ Санґушко підписав тільки 23 липня 1747 року. Під будівництво надавалася земля поблизу замку у Новому Заславі, висловлювалося і зобов'язання профінансувати спорудження. Крім того, в князівському заповіті від 13 квітня 1750 року на власність святині було заповідано три села: Вовківці, Вовківчики і Нечаївку. На 1819 рік костел мав там відповідно по черзі: 224, 162 і 122 кріпаки. Після смерті Павла Карла Санґушка († 1750) вдова Барбара Санґушкова підтвердила фундацію.
Підготовка до будівельних робіт почалася ще 1746 року, було зібрано частину матеріалів й зведено піч для випалювання цегли. Восени того ж року придворний архітектор Паоло Фонтана опрацював проект монастирського комплексу.
Будівельні роботи почалися у вересні 1747 року. Закладено фундаменти під костел, викопано крипти і льохи, продовжено нагромадження будівельних матеріалів. Між листопадом-груднем випалено цеглу і викопано криницю. В зимовий період роботи було припинено. А вже з червня на будові працювали понад 20 осіб. До кінця липня мури сягнули рівня склепіння. Наступним завданням було накрити святиню дахом. Роботи, над якими стояв «маґістер теслярського куншту» заславський єврей Берек Йосевич, тривали з вересня 1748 року до середини серпня 1749 року. В березні 1749 року Йосевич уклав додатковий контракт на вибудування сиґнатурки. В грудні вона вже була покрита бляхою. Тоді ж укладено дубову паркетну підлогу.
| Марчелло Бачареллі. Барбара Санґушкова. 1757 рік |  | Павло Карл Санґушко. Автор невідомий. Близько 1745 року |

На межі 1748—1749 років розпочато спорудження монастирського корпусу. В грудні закладено фундаменти, весною й улітку наступного року вимурувано стіни. З вересня 1749 року до лютого-березня 1750 року поставлено дах. У 1750 на монастирській стіні встановлено водяний годинник.
У 1749-1751 роках костел потиньковано, помальовано і упоряджено, зокрема встановлено сім вівтарів. Усі вівтарі були створені за ескізами Паоло Фонтана. Головний вівтар виконав кременецький різьбяр Ян Пашковський, інші — різьбярі львівський Вавринець Соколовський і острозький Ґжеґож Ждановський. У лютому 1751 року виготовлено чотири вівтарні менси. У 1753 році встановлено орган (на 20 голосів), завершено розпис вівтарів. У 1755 році в головному вівтарі встановлено посріблений цимборій. З 1753 року до 1756 року тривали роботи над довершенням монастиря. Встановлено вікна, двері, виготовлено меблі (столи, шафи, пульпіти, лавки). В 1755 році вимурувано кахельні печі.
Того ж року каменяр Міхал Пєшкуровський спорудив довкола майданчика перед головним фасадом костелу кам'яну загорожу. На майданчику було встановлено скульптуру Святої Діви Марії, роботи Яна Пуша, скульптора з Аннополя.
Наприкінці 1760-х років поблизу монастиря було зведено шерег господарських будівель: амбар, возівню і стайні, хатинку садівника. В 1775 році додалися броварня і шпиталь.
В 1764 році проведено перший ремонт даху святині, дощ заливав вівтар святого Валентина.
При костелі діяли два братства: Серця Ісусового, засноване згідно з папським привілеєм 8 березня 1751 року і Найсвятішої Трійці, згідно з привілеєм від 1755 року. І три каплиці: святого Павла, святого Каетана і святої Барбари у Бейзимах, Городищі і Судилкові.

### 1794—1913

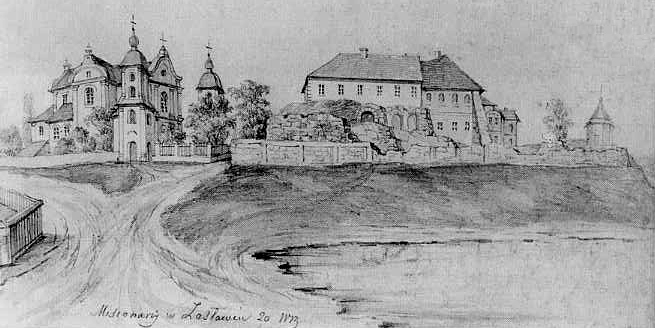
Наполеон Орда. Костел Святого Йосифа і Новозаславський замок. 1872 рік

Від 8 листопада 1794 року костел отримав статус парафіяльного.
В 1800 році при монастирі закладено малу семінарію, пізніше зреформовану і поширену до філософсько-теологічних студій, які в 1815 році були перенесені до Сьміловичів.
В 1819 році частина монастиря секуляризована на користь російських урядових установ: земського суду, повітового архіву і канцелярії. В іншій містилася парафіяльна школа (1808 рік — 67 учнів), архів князів Санґушків, кухня, рефекторій, столярна майстерня, монастирська прокура, ораторій, отцівські помешкання і бібліотека (у 1818 році нараховувала понад 860 томів).
Після ліквідації монастиря і цілковитої конфіскації його маєтностей на користь Міністерства державних маєтностей (1842 рік) лазаристи продовжують й надалі опікуватися парафією Святого Йосифа. Останній настоятель заславських лазаритів о. Мацей Наркевич служив у парафії парохом (1842 — 1851 роки). Після смерті о. Наркевича заступив його багатолітній вікарій, о. Ґжеґож Шацький, в 1866 році засуджений на заслання в глиб Росії, де й помер. Проте Заслав й надалі залишався адміністративним центром римо-католицького деканату. Діяли костел Святого Йоана Хрестителя і монастир оо. Бернардинів.

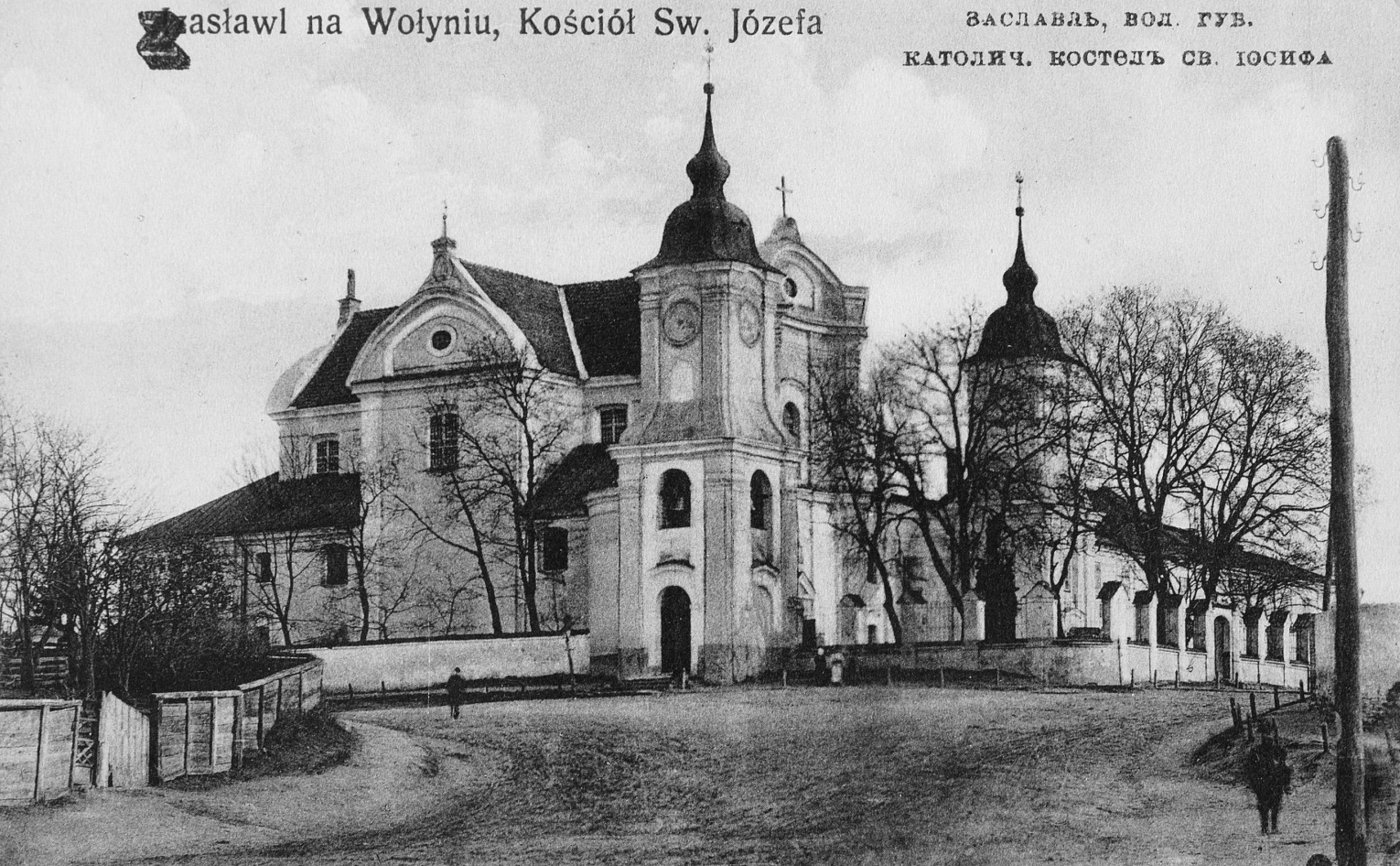
Костел Святого Йосифа. Поштівка 1913 року

У приміщеннях колишнього монастиря лазаристів розмістилися поліцейське управління (водночас південна вежа костелу використовувалася як канцелярія поліційного пристава), установа з військової повинності, казначейство і повітова дворянська опіка. За влучним визначенням Даніеля Бовуа, «один імперіалізм поступився місцем іншому».

### 1921—1979
Після поразки Української революції новоприбулі займанці влаштували у приміщеннях колишнього монастиря гуртожиток Червоної армії, що зумовило доволі значні зміни в їхньому облаштуванні. Над монастирською брилою надбудували третій поверх, який спотворив будівлю. Перероблено форму вікон автентичних поверхів монастиря, у них влаштовано залізобетонні балки, на першому поверсі знищено ковані залізні решітки.
Незважаючи на сусідство безбожників у 1921-1924 роках душпастирську працю в костелі Святого Йосифа продовжував о. Зярнек Геркулян.
У 1934 році заборонено діяльність парафії, а секуляризовану будівлю костелу Святого Йосифа перетворено на склад для військових потреб.

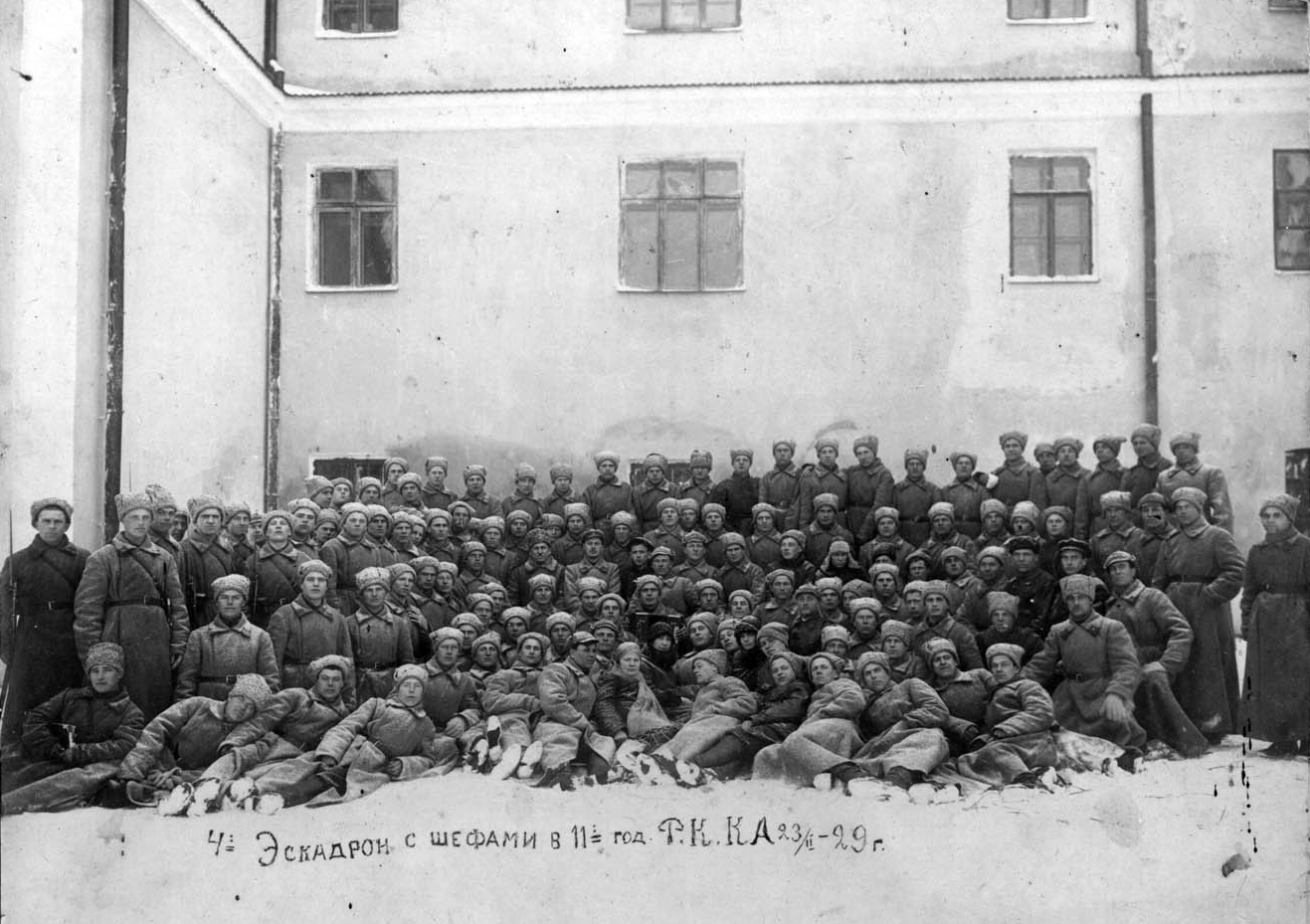
«Фотографія напам'ять». Червоноармійці на фоні фасаду монастиря. 1929 рік

Костел було піддано розграбуванню і знищенню: живопис, різьба, костельне начиння, скульптура, меблі, орган тощо, були втрачені назавжди.
Під час Другої світової війни богослужіння в костелі поновлено. Віряни відвідували святиню протягом ще кількох повоєнних років, доки костел знову не закрили. Тоді будівлю цілого монастирського комплексу використовувано як склади військового майна. Головний портал знищено внаслідок влаштування заїзду для вантажівок безпосередньо до нави.
Восени 1952 року у підземеллях святині було виявлено тіла найімовірніше жертв радянського терору 1930-х років.
Потім знищено шатро над південною вежею костелу. Тим часом завалився костельний дах.
На початку 1970-х років радянці полишили будівлю монастирського комплексу напризволяще. У 1979 році на майданчику перед костелом встановлено монумент зброї — ІСУ-152 (рос. ИСУ-152). Спочатку без п'єдесталу, котрий додали пізніше.

### 1988—2008

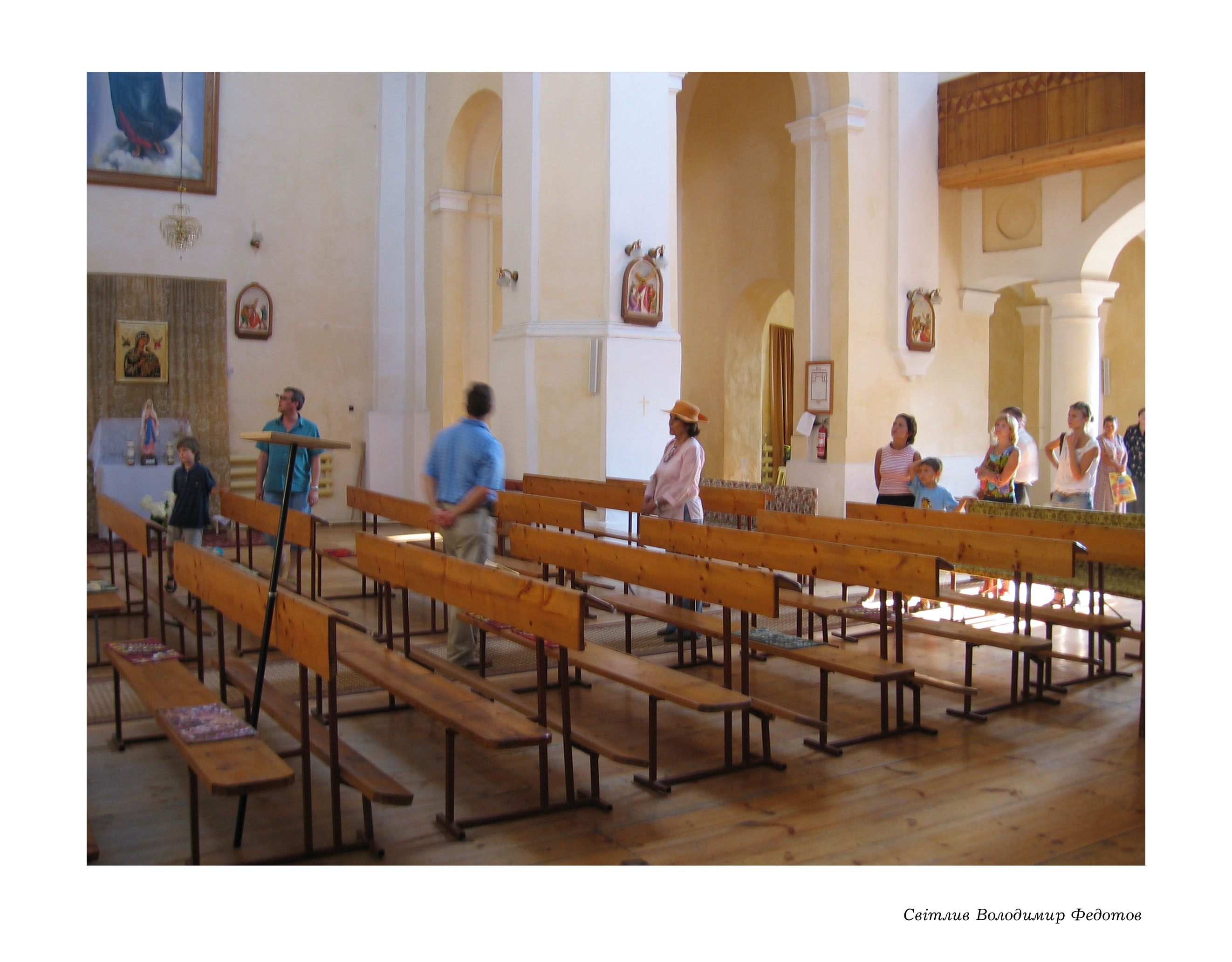
Під час відвідин святині Павлом Санґушком і Клавдією Санґушковою. 2006 рік

В 1988 році розпочалися роботи з реставрації святині. Були потиньковані і пофарбовані стіни костелу ззовні й у середині. Полагоджено дах, відтак він був покритий черепицею, шифером і бляхою. Відновлено шатро над південною вежею, але воно чомусь відрізнялося від шатра над північною вежею. Монастирський корпус перекрито шифером. На 1994 рік роботи ще не були завершені, залишалися риштування на південній вежі, віряни були змушені перефарбовувати фасад костелу після того як це зробили реставратори. В естетичних вподобаннях реставраторів нині можна переконатися на прикладі південного трансепту, він й досі залишається червоно-фіолетовим.
У 1991 році святиню повернено вірянам парафії Святого Йосифа. У колишньому монастирі розмістилися Ізяславський РВ МВС України (перший поверх) і Дитяча школа мистецтв (другий і третій поверхи). Згодом міліцію замістили місцеве представництво Пенсійного фонду України і редакція газети «Зоря Надгориння» (КП «Ізяславський районний медіа-центр»).
Впродовж 2005—2008 років відбулися нефахові ремонтні роботи із заміни даху костела (був перекритий бляхою), встановлено нові шатра на вежах, потиньковано і пофарбовано головний фасад.
25 липня 2006 року під час свого візиту до України костел відвідали прямий нащадок князів Санґушків Павло Санґушко з матір'ю Клавдією Санґушковою.
23 вересня 2008 року будівлю внесено до переліку памʼяток культурної спадщини, що не підлягають приватизації.

## Шпиталь

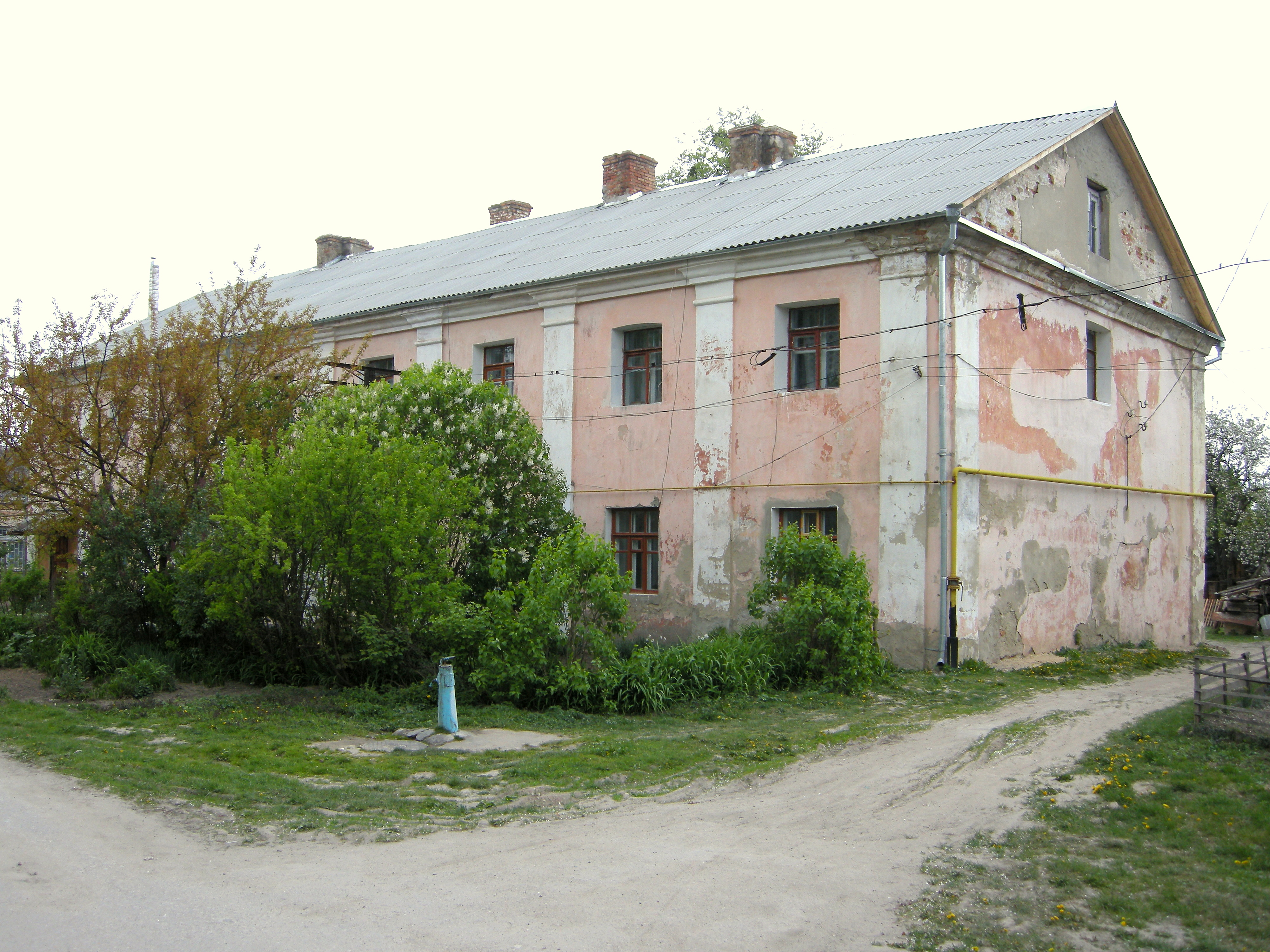
Шпиталь від головного фасаду, вул. Шевченка 9

Вибудуваний протягом 1764—1775 років коштом великого коронного капітана Анджея Лємановського. Частина будинку (4 помешкання і комора) призначалася для стаціонарного перебування 12 вбогих. В другій частині містилася парафіяльна школа, з початком російської займаншини (кін. XVIII століття) перетворена на в'язницю.
Після поразки визвольних змагань, використання будівлі (після 1921 року) не надто змінилося. У приміщеннях колишнього шпиталю розташувалася комендатура Червоної Армії.
Після Другої світової війни будинок віддано під приватні помешкання. На першому поверсі розмістилася Ізяславська ТПО УТоС. Донині будинок залишається не під'єднаним до міських інженерних мереж (відсутні водогін і каналізація). У 2007 році мешканці будинку самотужки підвели газ, як наслідок головний фасад будинку спотворено вентиляційними і газовими трубами. Через ремонтні роботи із заміни аварійної покрівлі даху (2008 рік) змінено форму фронтонів будівлі.

## Настоятелі монастиря
- о. Матеуш Ковальський
- о. Якуб Лілієнталь (од 1767 року)
- о. Рудольф Сикор (1767 — грудень 1768 року)
- о. Антоній Лєшновський (од грудня 1768 року)
- о. Павел Ґрогн (до 1804 року)
- о. Ізидор Кєлкевич (од 1806 року)
- о. Блажей Фабінович (близько 1818 року)
- о. Вінцент Міхневич (1824 рік)
- о. Станіслав Хелмовський (1832 рік)
- о. Мацей Наркевич (1836 рік)

## Опис костелу

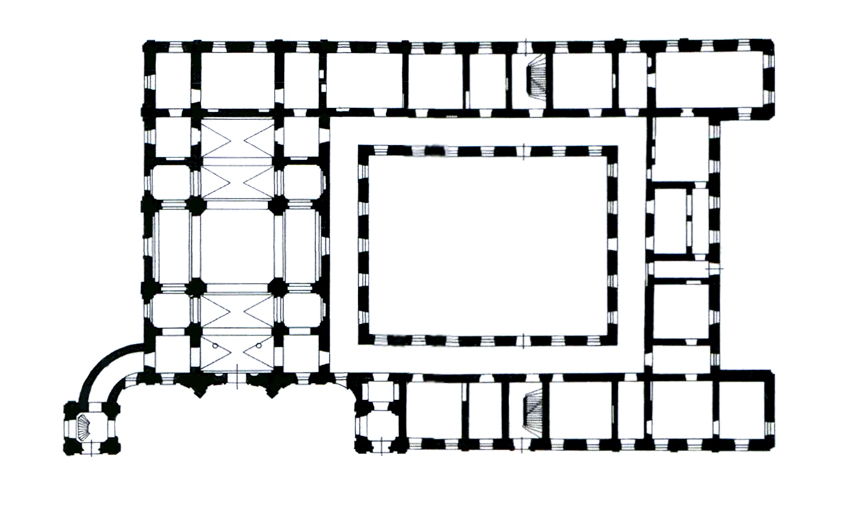
Поземна проєкція. М. Трояновський. Інститут «УкрНДІпроектреставрація». Науково-технічний архів

Костел Святого Йосифа можна вважати за сплав центричного типу будівлі з базилікою (а точніше з похідною від неї конструктивною системою нім. Wandpfeilerkirchen), що втілено у його центрично-поздовжній композиції.
Храм розплановано на латино-грецькому хресті зорієнтованому по осі схід-захід. За основний модуль структурування була узята ширина трансепта, таким чином співвідношення довжин трансепта до головної нави становить 2:3, що наближає просторову структуру храму до золотого перетину. Широкий трансепт з циліндричним склепінням, каплиці, що відкриваються до нави з купольним склепінням високими прогонами, надають храмовій архітектурі центричного характеру. До ділянки презбітерію симетрично прилягають захристя і скарбничка, тоді як до ділянки нартексу (хору) долучено господарські і комунікаційні приміщення, котрі в свою чергу відкриваються до нав арочними прорізами, утворюючи таким чином характерні костелу Святого Йосифа простінки. Внутрішній простір почленовано малочисельними пілястрами, що підтримують карниз. Хор встановлено на двох колонах, з дерев'яним, сучасним парапетом. Гру світла забезпечують люнети з віконними прорізами.
Взірцем для просторової структури костелу Святого Йосифа правдоподібно слугувала церква Сан Карло аі Катінарі (італ. San Carlo ai Catinari) у Римі (Італія).
| Костел Святої Трійці у Тикоціні |  | Церква Сант Анєзе ін Аґоне |

Еклектичний фасад заславської святині взорований на найпрогресивніші зразки тогочасної італійської архітектури. Експресія вигнутих стін декорованих тосканськими пілястрами, що розміщуються на наріжних частинах фасаду і динамізують кутові ризаліти, ще більше підсилена параваново розташованими вежами сполученими з основним корпусом у чверть кола. Карнизи, зосереджені на двох основних ярусах, забезпечують споруді активні горизонтальні членування. Само собою, що найрозвиненіший фронтон прикрашає західний (головний) фасад святині, дещо скромніші фронтони на раменах трансепта і презбітерію. Ймовірно, що паравановий фасад костелу Святого Йосифа є безпосереднім відгуком базиліки Сант Анєзе ін Аґоне (італ. Chiesa di Sant'Agnese in Agone) у Римі. В майбутньому заславська святиня слугувала за зразок для параванового фасаду тикоцінської святині pl.
Костел Святого Йосифа було занесено до Державного реєстру національного культурного надбання, охоронний номер 758/4.

## Галерея

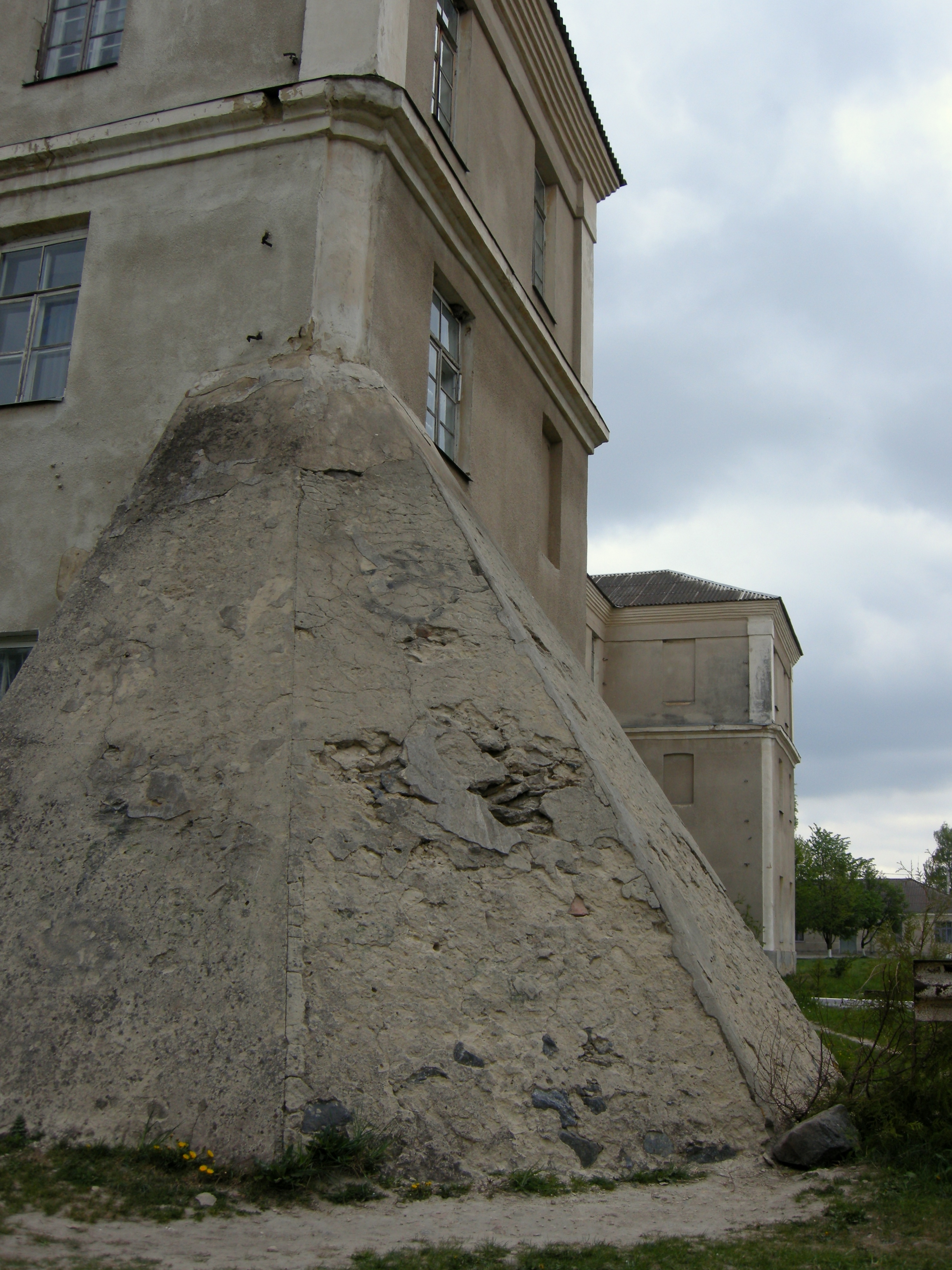
Контрфорс на південно-західному куті монастиря
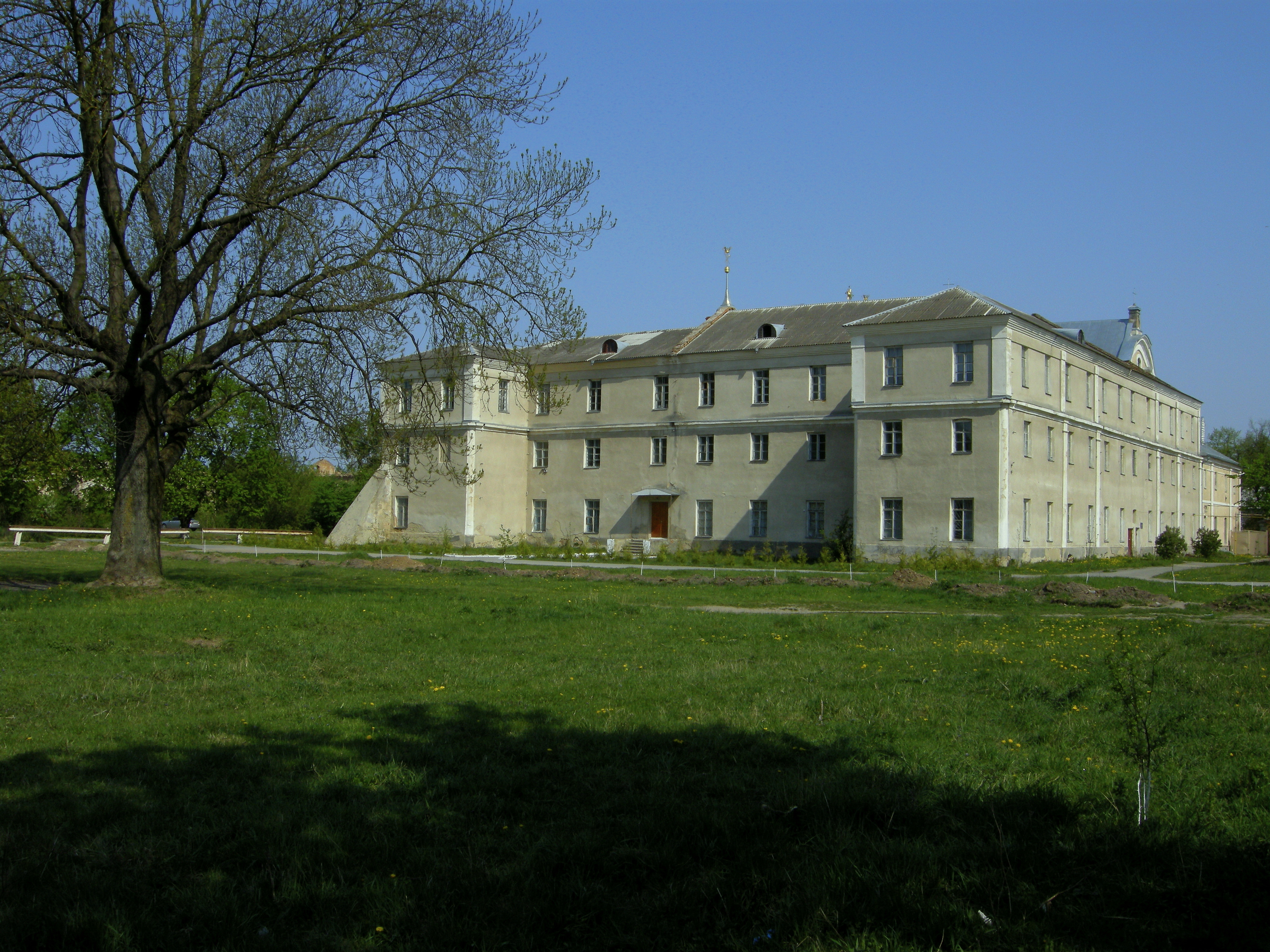
Брила монастиря від півдня
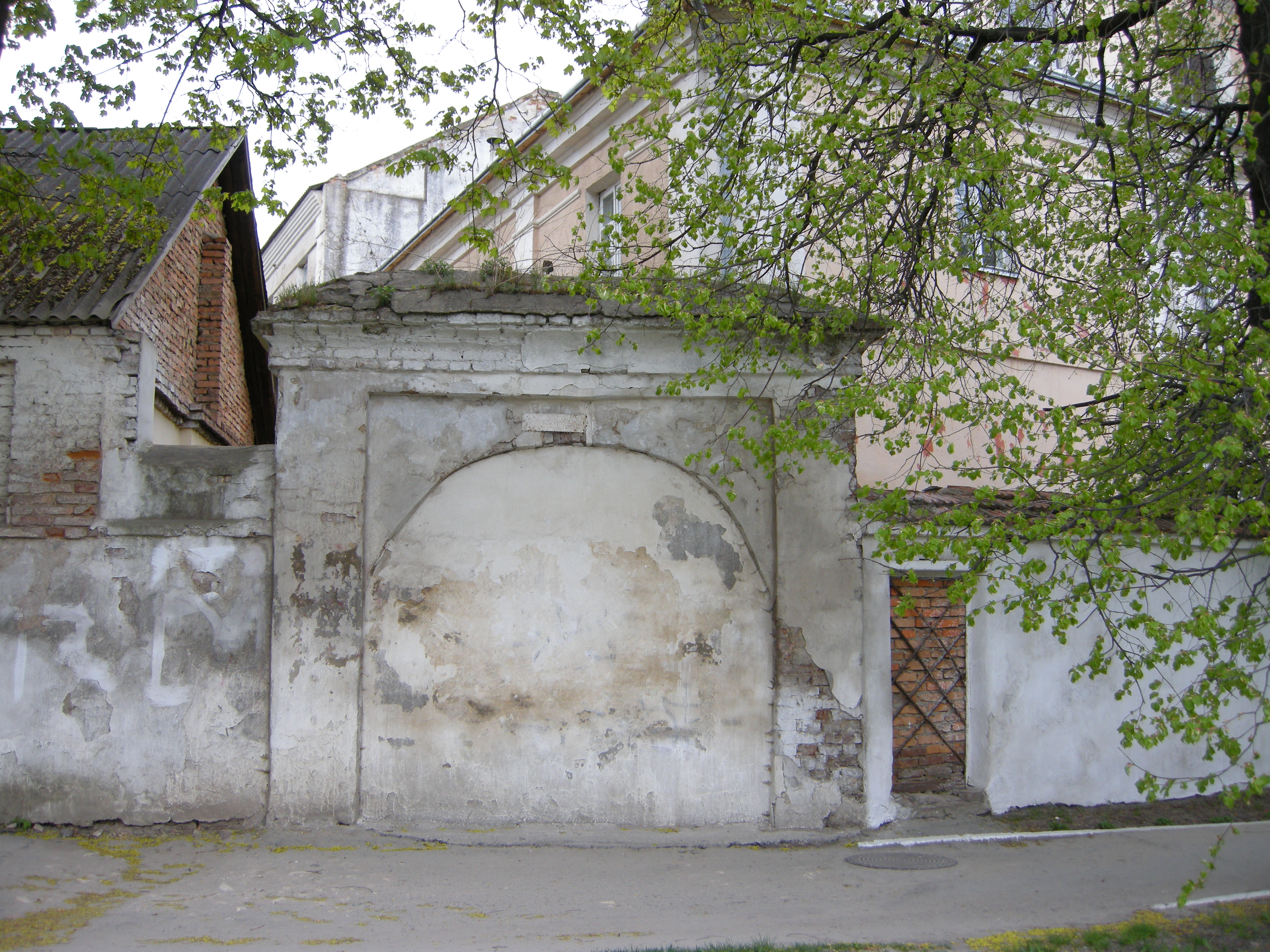
Заїзд до монастиря від вулиці Шевченка
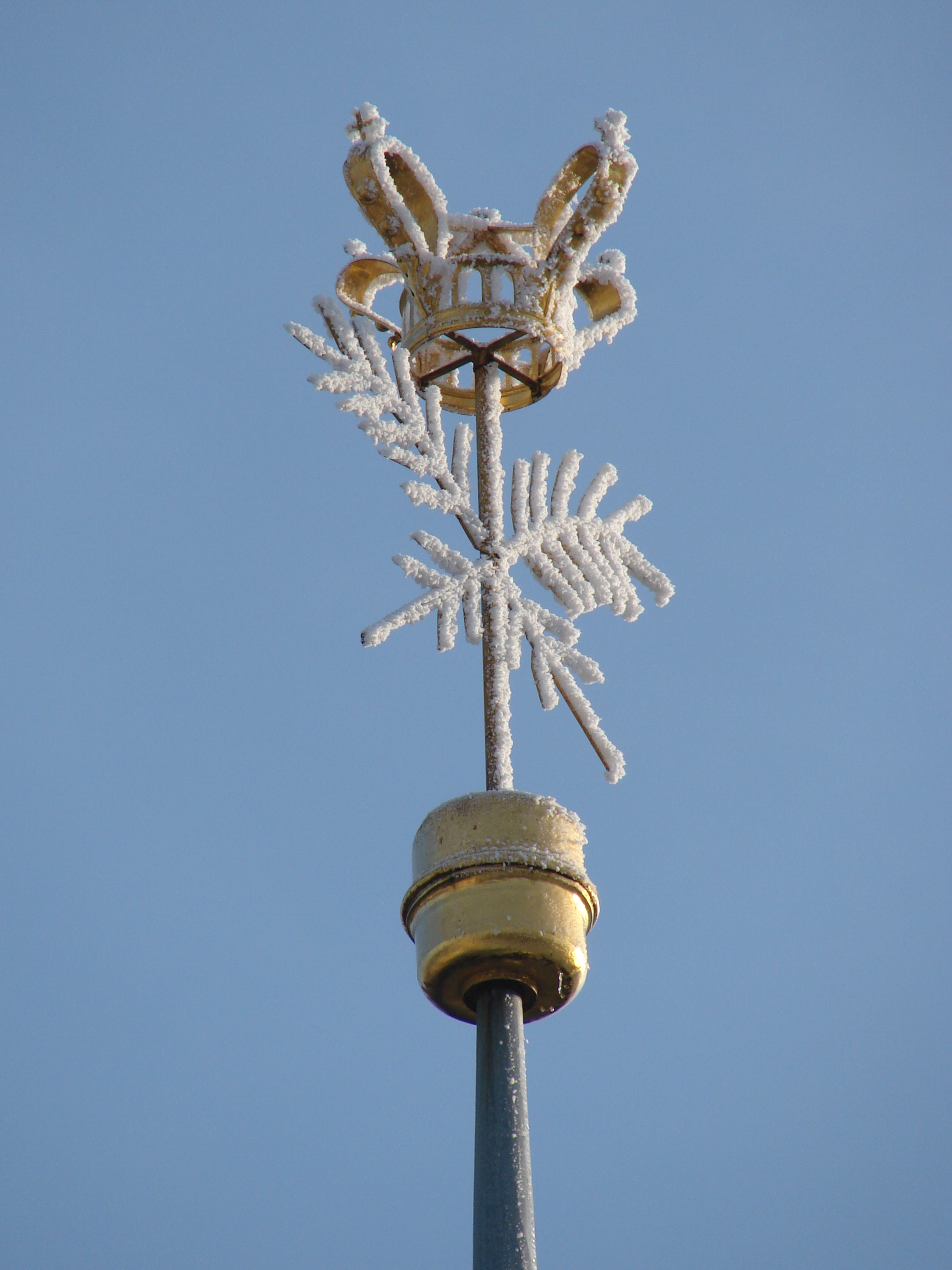
Вінець у вигляді вселенської корони і пальмового галуззя
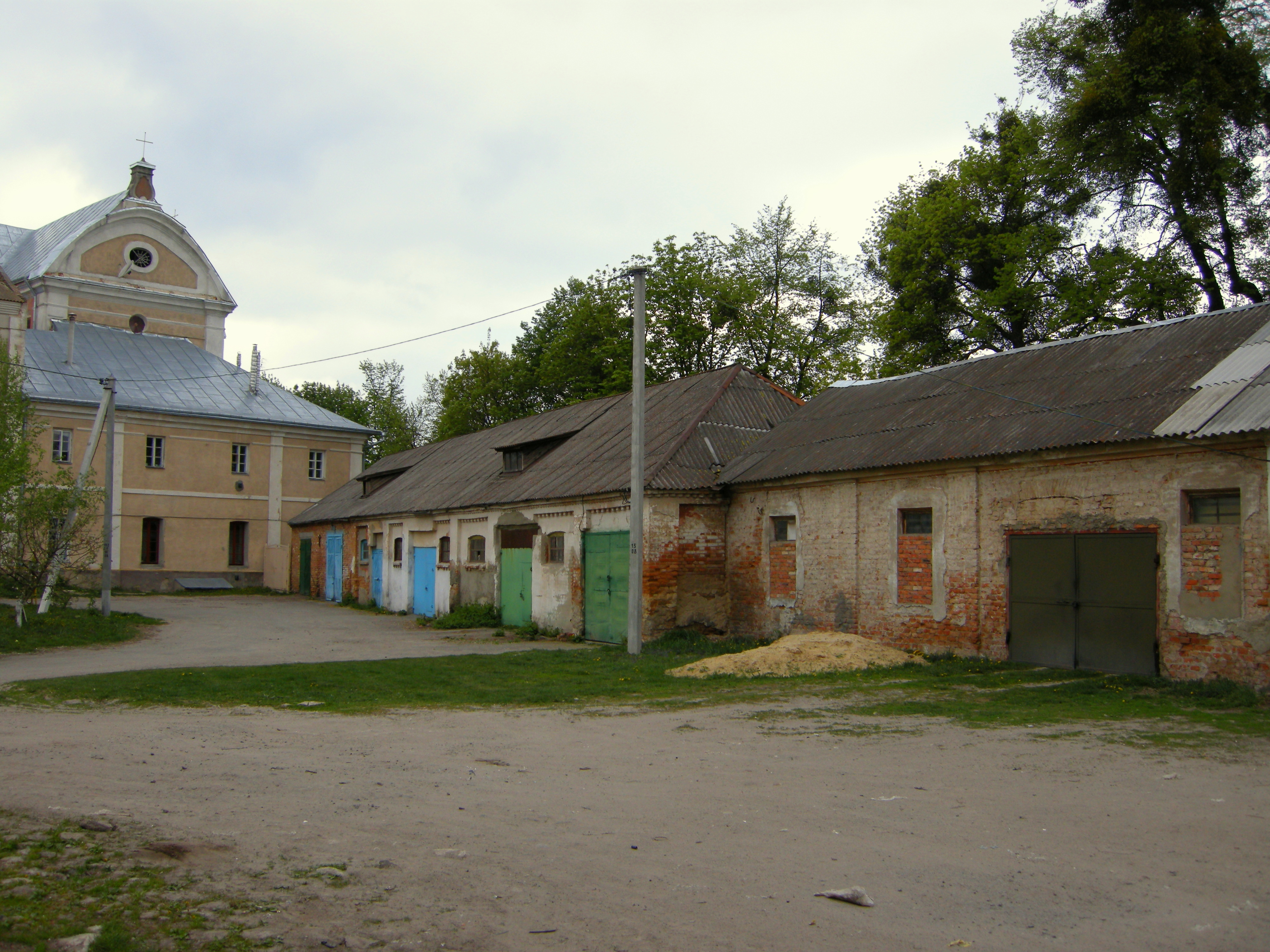
Возівня і стайні
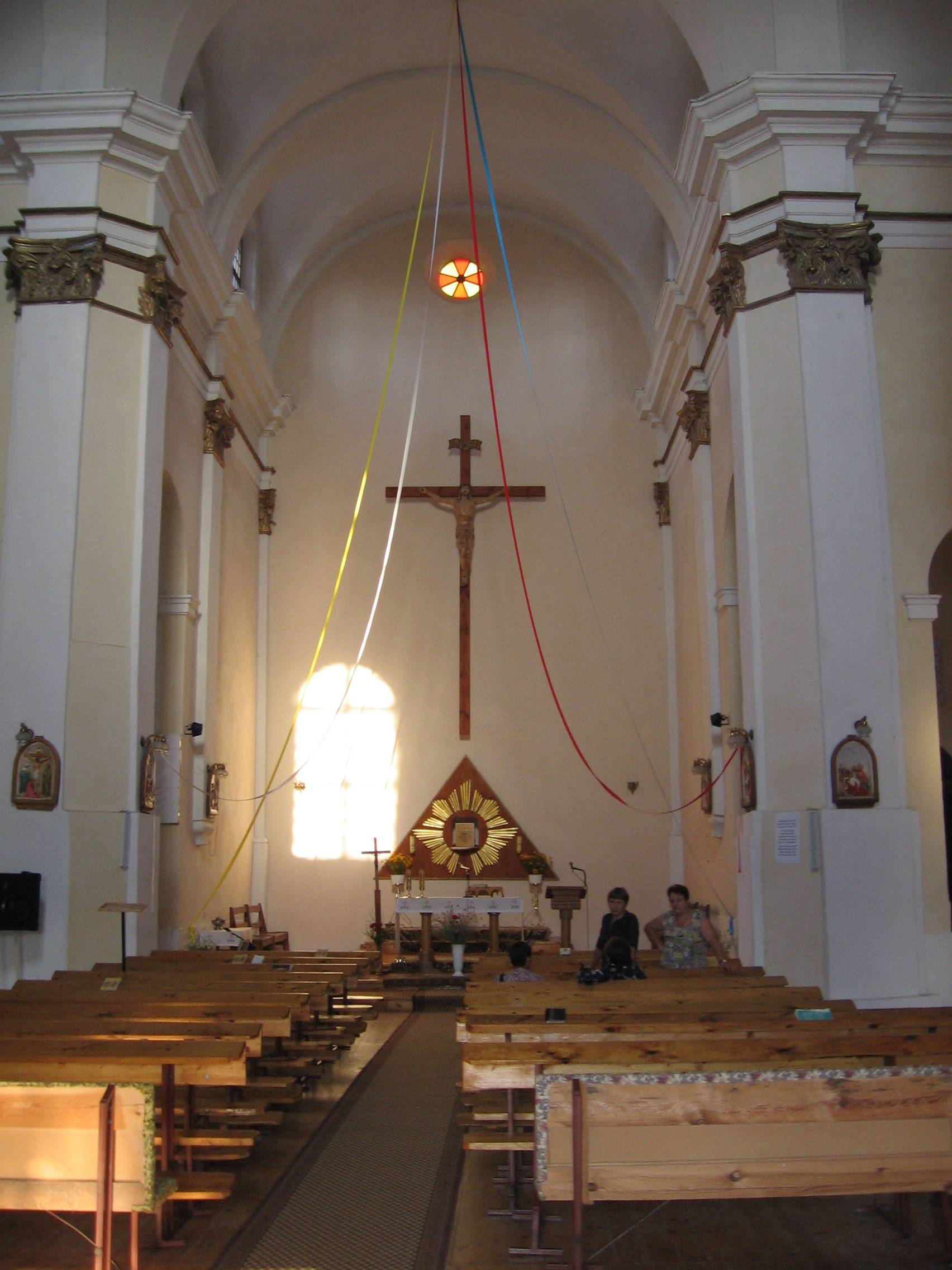
Інтер'єр у напрямку презбітерію
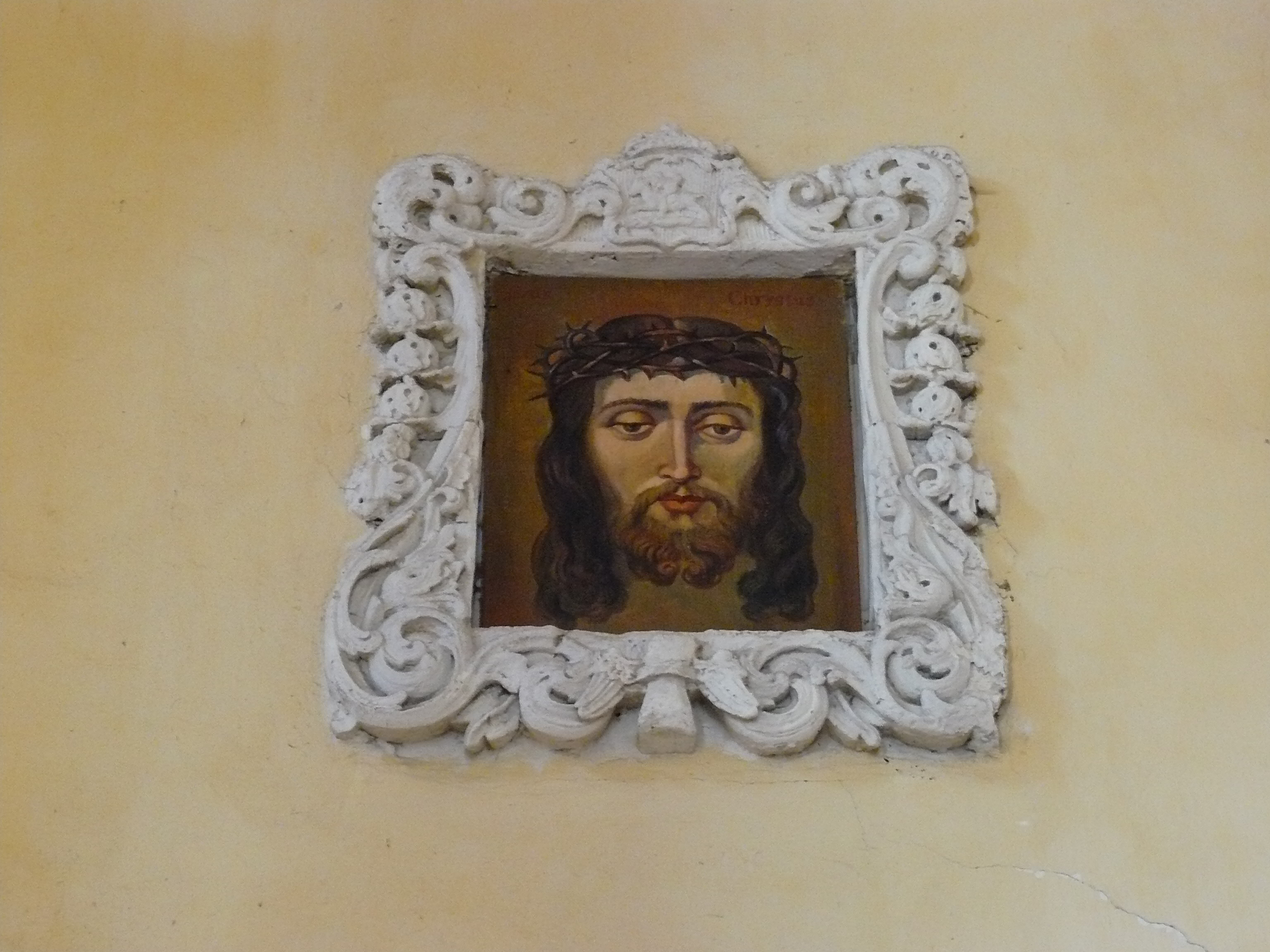
Вцілілий фрагмент декору святині з рельєфним зображенням герба князів Санґушків
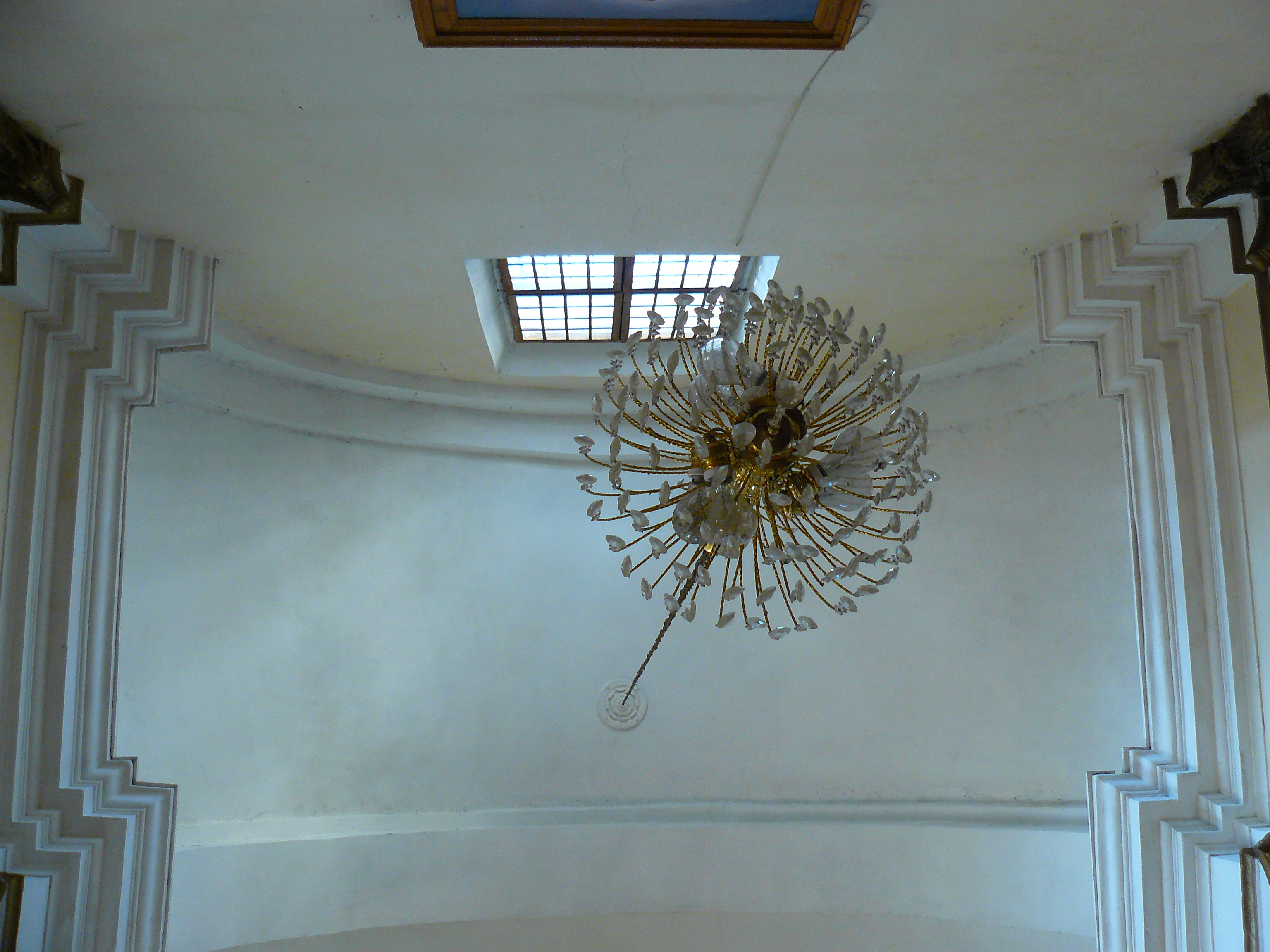
Напівциліндричне склепіння південного рамена трансепту

## Літургії
Розклад богослужінь:
| День тижня | Час   |
| ---------- | ----- |
| Понеділок  | 08:00 |
| Вівторок   | 18:00 |
| Середа     | 08:00 |
| Четвер     | 18:00 |
| П'ятниця   | 08:00 |
| Субота     | 18:00 |
| Неділя     | 10:00 |

Літургії проводить о. Едуард Пюро

## Інтернет-ресурси
Вікісховище має мультимедійні дані за темою: Костел Святого Йосифа та монастир лазаристів (Ізяслав)
- Тадеуш Єжи Стецький. Волинь. Статистичний, історичний і археологічний огляд. Львів, 1864. Т. 1 [Архівовано 4 лютого 2015 у Wayback Machine.] (пол.)
- Mémoires de la Congrégation de la Mission. 1863. (фр.)
- Юзеф Скрабський. Заслав як мистецький осередок XVII—XVIII сторіч [Архівовано 20 листопада 2008 у Wayback Machine.] (пол.)
- Світлини костелу Св. Йосипа [Архівовано 27 березня 2012 у Wayback Machine.]